# Batalha de Arica
A Batalha de Arica, também conhecida como o Assalto e Tomada do Morro de Arica, foi o confronto entre a República Peruana contra a República de Chile no sul do Peru e se levou a cabo na cidade de Arica em junho de 1880.
A historiografia peruana considera a batalha e todos os enfrentamentos ocorridos desde 27 de maio até  7 de junho de 1880.
Posteriormente a este sucesso, se desenvolveram as Conferências de Arica para buscar um tratado que ponha fim à guerra, simultaneamente parte desde Arica a expedição Lynch ao norte do Peru com o fim de destruir as fazendas açúcareras que aportavam financeiramente ao Peru e pedir contribuições de guerra aos fazendeiros peruanos. As conferências de paz se realizam a bordo da fragata norte-americana Lackawanna sob os auspícios do governo norte-americano, em 22 de outubro de 1880. O fracasso destas negociações deu passo para a continuação da guerra.